# Аккаль, Салахеддин
Салахеддин Аккаль (араб. صلاح الدين عقال‎; 22 августа 1984, Хурибга, Шавия-Уардига) — марокканский футболист, полузащитник.

## Карьера
Аккаль играл за молодёжную сборную Марокко на Кубке африканских наций 2003 года. В 2004 году он играл за клуб Хурибга. Он был игроком сборной Марокко на летних Олимпийских играх 2004 года в Афинах. В 2005 году был капитаном сборной Марокко на Средиземноморских играх в Альмерии.
За главную сборную Марокко дебютировал 13 октября 2012 года в матче отборочного турнира к Кубку африканских наций с командой Мозамбика. В 2013 и 2014 годах сыграл ещё по одному матчу со сборную, последний носил товарищеский характер и не признан в качестве официального матча ФИФА.